# Mercado de Abastos (Nerva)
El Mercado de Abastos es un edificio de carácter histórico situado en el municipio español de Nerva, en la provincia de Huelva, comunidad autónoma de Andalucía. Construido a comienzos del siglo XX, el mercado se encuentra situado en el centro de la población, entre las calles Topete y Antonio Machado.

## Características
El proyecto del edificio se atribuye al arquitecto Moisés Serrano, siendo ejecutada la obra por Antonio Cabeza Sánchez. El Mercado de Abastos fue levantado en el año 1909. Cabe señalar que en esa época Nerva constituía unos de los municipios más poblados de la provincia debido a la actividad minera en la zona. En el plano estético cabe destacar la decoración exterior almenada, que le da al edificio un aspecto de fortaleza. La antigua techumbre de teja plana fue retirada hace algunos años y ha sido sustituida por una cubierta metálica de paneles grecados, pintados de tonos rojizos.